# エシリーガ
エシリーガ（エストニア語: Esiliiga）は、エストニアのサッカーリーグにおける2部リーグのことを指す名称である。

## 概要
10チームでホーム・アンド・アウェーを2回実施し、4回戦総当り（各チーム36試合）の成績で順位を決定する。
優勝チームは自動でメスタリリーガに昇格し、2位チームはメスタリリーガ・エシリーガ入れ替え戦に参加する。下位2チームは自動でエシリーガBに降格し、8位チームはエシリーガ・エシリーガB入れ替え戦に参加する。
ただし、リザーブチームやメスタリリーガのライセンス基準を満たしていないクラブは昇格できず、入れ替え戦にも参加できない。その場合、次の順位のチームが繰り上げされる。2013シーズンは、優勝チームと3位チームがリザーブチームだったため、2位チームが昇格、4位チームが入れ替え戦に参加した。

## 歴代優勝クラブ
| シーズン | 優勝（回数）                       |
| -------- | ---------------------------------- |
| 1992     | クレーンホルム・ナルヴァ (1)       |
| 1992-93  | テルヴィス・パルヌ (1)             |
| 1993-94  | カレフ・パルヌ (1)                 |
| 1994-95  | 北部 : ディナモ・タリン (1)        |
| 1994-95  | 南部 : レール (2)                  |
| 1995-96  | ノーマ・タリン (1)                 |
| 1996-97  | ディナモ・タリン (2)               |
| 1997-98  | Vall Tallinn (1)                   |
| 1998     | レバディア・マールドゥ (1)         |
| 1999     | クレサーレ (1)                     |
| 2000     | マールドゥ (1)                     |
| 2001     | レバディア・パルヌ (2)             |
| 2002     | ヴァルガ (1)                       |
| 2003     | Lootus Kohtla-Järve (1)            |
| 2004     | タメカ・タルトゥ (1)               |
| 2005     | バプルス・パルヌ (3)               |
| 2006     | レバディアII (1)                   |
| 2007     | レバディアII (2)                   |
| 2008     | レバディアII (3)                   |
| 2009     | レバディアII (4)                   |
| 2010     | レバディアII (5)                   |
| 2011     | タリナ・カレフ (1)                 |
| 2012     | インフォネット (1)                 |
| 2013     | レバディアII (6)                   |
| 2014     | フローラII (1)                     |
| 2015     | フローラII (2)                     |
| 2016     | ヴィリャンディJKトゥレヴィク       |
| 2017     | マールドゥ・リンナメースコンド (1) |
| 2018     | マールドゥ・リンナメースコンド (2) |
| 2019     | タリーナJKレギオン (1)             |
| 2020     | パルヌJKヴァプルス (2)             |
| 2021     | マールドゥ・リンナメースコンド (3) |
| 2022     |                                    |